# Campionati mondiali di ginnastica artistica 2006 - Anelli
La finale ad attrezzo agli anelli dei 39° Campionati Mondiali si è svolta alla NRGi Arena di Aarhus, Danimarca.

## Vincitori
| Oro              | Argento                | Bronzo                      |
| Chen Yibing Cina | Jordan Jovčev Bulgaria | Yuri van Gelder Paesi Bassi |

## Risultati
| Pos     | Ginnasta            | Totale |
| ------- | ------------------- | ------ |
| Oro     | Chen Yibing         | 16.525 |
| Argento | Jordan Jovčev       | 16.325 |
| Bronzo  | Yuri van Gelder     | 16.300 |
| 4       | Yang Wei            | 16.275 |
| 5       | Ivan Ivankov        | 16.225 |
| 6       | Alexander Safoshkin | 15.850 |
| 7       | Andrea Coppolino    | 15.625 |
| 8       | Matteo Angioletti   | 15.500 |